# Château du Cluzel
Pour les articles homonymes, voir Cluzel.
Le château du Cluzel est un château situé sur la commune française de Mazeyrat-d'Allier, dans le département de la Haute-Loire.

## Localisation
Le château se situe à 3 kilomètres de Saint-Eble et à 2 kilomètres de Rougeac.

## Histoire
Construit par Guilhem de Cluzel, le château est resté la propriété de ses descendants pendant plus de 400 ans. Il a été rénové et reconstruit plusieurs fois aux XVIe siècle et XVIIIe siècle et est venu par mariage à la famille La Rochefoucauld au XVIIe siècle. Ils ont vendu le château en 1730 à Guillaume-Antoine de Bouillé, futur marquis de Bouillé et père de François Claude de Bouillé.
Le monument actuel du début du XVIIe siècle serait un remaniement d'un édifice plus ancien. Le général de Bouillé, qui y est né en 1739, est connu pour ses efforts pour sauver Louis XVI. 
De 1942 à 1958, le château est transformé en « maison d'enfants » puis en colonie de vacances.
Le château, y compris le salon à boiseries sculptées et le salon à boiseries ornées de peintures et à plafond peint, est inscrit au titre des monuments historiques par arrêté du 28 décembre 1964.

## Description
Le bâtiment apparaît comme un immense quadrilatère, flanqué de deux tours rondes. Le sud est composé de deux pavillons rectangulaires, qui entourent le pavillon central, lui-même dominant l'escalier central. L'intérêt du bâtiment n'est que dans son intérieur, qui conserve deux exemples de décoration raffinée du début du XVIIe siècle dans deux pièces. L'une des pièces est décorée de produits en bois et peinte sur différents thèmes avec de petits panneaux, ce qui est typique de l'époque de Louis XIII. L'autre pièce est décorée de lambris, de grands panneaux et encadrée d’éléments d'ornementations allongés en saillie et en creux représentant des feuilles et des fruits. Le toit de la porte et la cheminée ont été peints. Le style de ce mobilier rappelle la décoration bourguignonne du XVIe siècle.